# Sieglinde Ammann

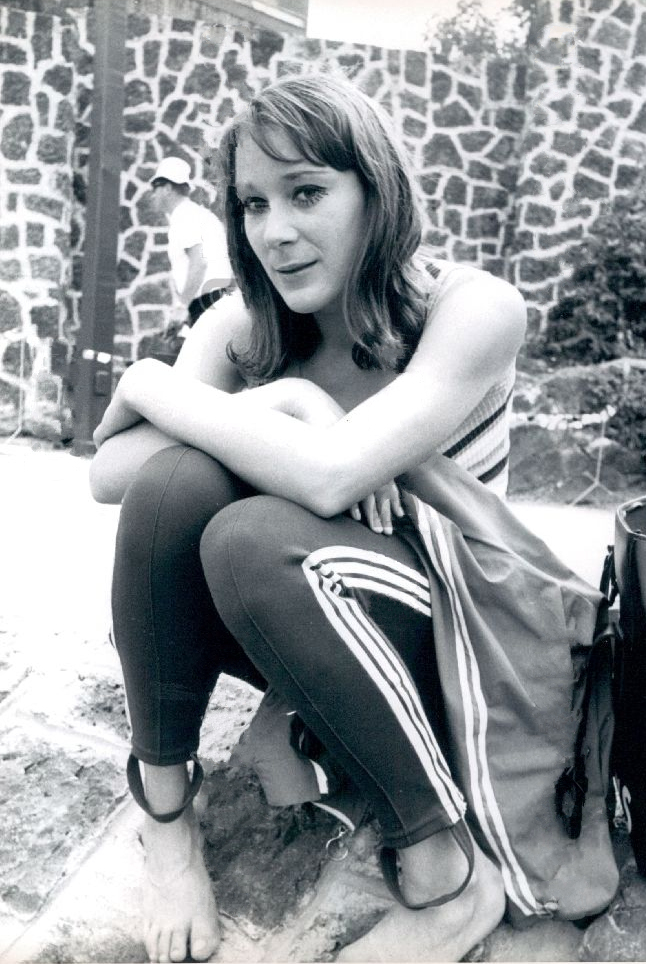
Sieglinde Ammann (1968)

Sieglinde Ammann geb. Pfannerstill (* 4. Februar 1946 in Innsbruck) ist eine ehemalige Schweizer Weitspringerin, Diskuswerferin und Fünfkämpferin.
Bei den Olympischen Spielen 1968 in Mexiko-Stadt schied sie im Weitsprung ohne gültigen Versuch in der Qualifikation aus und kam im Fünfkampf auf den 23. Platz.
1972 wurde sie im Weitsprung Vierte bei den Leichtathletik-Halleneuropameisterschaften in Grenoble, kam aber bei den Olympischen Spielen in München erneut nicht über die Vorrunde hinaus.
Von 1967 bis 1969 wurde sie dreimal in Folge Schweizer Meisterin im Weitsprung, 1971 holte sie den nationalen Titel im Diskuswurf. Unter ihrem Geburtsnamen Pfannerstill wurde sie fünfmal österreichische Meisterin im Weitsprung (1961–1963, 1965, 1966).

## Persönliche Bestleistungen
- Weitsprung: 6,64 m, 27. September 1969, Südstadt
- Diskuswurf: 48,82 m, 24. Juli 1971, Basel
- Fünfkampf: 4641 Punkte, 1968